# ATP Dallas
Das ATP-Turnier von Dallas (offiziell Dallas Open) ist ein US-amerikanisches Tennisturnier der ATP Tour, das seit 2022 in Dallas in der Halle auf Hartplatz ausgetragen wird.

## Geschichte
Bereits 1983 fand einmalig ein Tennisturnier in Dallas statt. Nach fast 40 Jahren übernahm das Turnier 2022 die Lizenz des ATP New York City. Das Turnier findet seitdem jährlich im Februar statt. Es gehörte in den ersten drei Jahren zur Kategorie ATP Tour 250 mit 28 Spielern im Einzel sowie 16 Paarungen im Doppel, wobei die vier am höchsten notierten Spieler im Einzel ein Freilos in der ersten Runde erhielten.
2025 wurde die Veranstaltung im Zuge der Restrukturierung der ATP zur ATP Tour 500 hochgestuft.
Veranstaltungsort ist der Styslinger/Altec Tennis Complex auf dem Campus der Southern Methodist University.

## Siegerliste

### Einzel
| Jahr | Sieger           | Finalgegner     | Finalergebnis     |
| ---- | ---------------- | --------------- | ----------------- |
| 2025 | Denis Shapovalov | Casper Ruud     | 7:65, 6:3         |
| 2024 | Tommy Paul       | Marcos Giron    | 7:63, 5:7, 6:3    |
| 2023 | Wu Yibing        | John Isner      | 6:74, 7:63, 7:612 |
| 2022 | Reilly Opelka    | Jenson Brooksby | 7:65, 7:63        |

### Doppel
| Jahr | Sieger                            | Finalgegner                       | Finalergebnis     |
| ---- | --------------------------------- | --------------------------------- | ----------------- |
| 2025 | Christian Harrison Evan King      | Ariel Behar Robert Galloway       | 7:64, 7:64        |
| 2024 | Max Purcell Jordan Thompson       | William Blumberg Rinky Hijikata   | 6:4, 2:6, [10:8]  |
| 2023 | Jamie Murray Michael Venus        | Nathaniel Lammons Jackson Withrow | 1:6, 7:64, [10:7] |
| 2022 | Marcelo Arévalo Jean-Julien Rojer | Lloyd Glasspool Harri Heliövaara  | 7:64, 6:4         |